# Glentoran FC
Glentoran Football Club je severoirský fotbalový klub z Belfastu. Založen byl roku 1882 sloučením klubů Oakfields a Nettlefields. Své zápasy hraje na stadionu Oval.
Klub je pravidelným účastníkem evropských pohárů. Největšího úspěchu dosáhl v Poháru vítězů pohárů v sezóně 1973/74, kdy postoupil do čtvrtfinále (přes kluby Chimia Rimnicu Vilcea a SK Brann Bergen, vyřazen Borussií Mönchengladbach). Jinak postoupil z prvního kola jen v Poháru mistrů evropských zemí v sezóně 1977/78, kdy vyřadil Valur Reykjavík (aby v 2. kole ztroskotal na Juventusu Turín), ve stejném poháru v sezóně 1981/82, kdy přešel přes lucemburský Progrès Niederkorn (vypadl s CSKA Sofia) a v Poháru UEFA 2004/05, kdy vyřadil finský Allianssi Vantaa (vyřazen IF Elfsborg). V Evropské lize 2011/12 vyřadil v 2. předkole makedonskou Renovu.

## Úspěchy
- 23× vítěz 1. severoirské ligy (1893–94, 1896–97, 1904–05, 1911–12, 1912–13, 1920–21, 1924–25, 1930–31, 1950–51, 1952–53, 1963–64, 1966–67, 1967–68, 1969–70, 1971–72, 1976–77, 1980–81, 1987–88, 1991–92, 1998–99, 2002–03, 2004–05, 2008–09)[3]
- 21× vítěz severoirského poháru (1913–14, 1916–17, 1920–21, 1931–32, 1932–33, 1934–35, 1950–51, 1965–66, 1972–73, 1982–83, 1984–85, 1985–86, 1986–87, 1987–88, 1989–90, 1995–96, 1997–98, 1999–00, 2000–01, 2003–04, 2012–13)

## Bilance v evropských pohárech
| Soutěž              | Počet zápasů | Vítězství | Remízy | Prohry | Vstřelené g. | Obdržené g. |
| ------------------- | ------------ | --------- | ------ | ------ | ------------ | ----------- |
| Liga mistrů         | 28           | 3         | 6      | 19     | 20           | 60          |
| Evropská liga       | 42           | 3         | 8      | 31     | 25           | 106         |
| Pohár vítězů pohárů | 22           | 3         | 6      | 13     | 18           | 46          |